# Papier flash
Pour les articles homonymes, voir Papier (homonymie) et Flash.

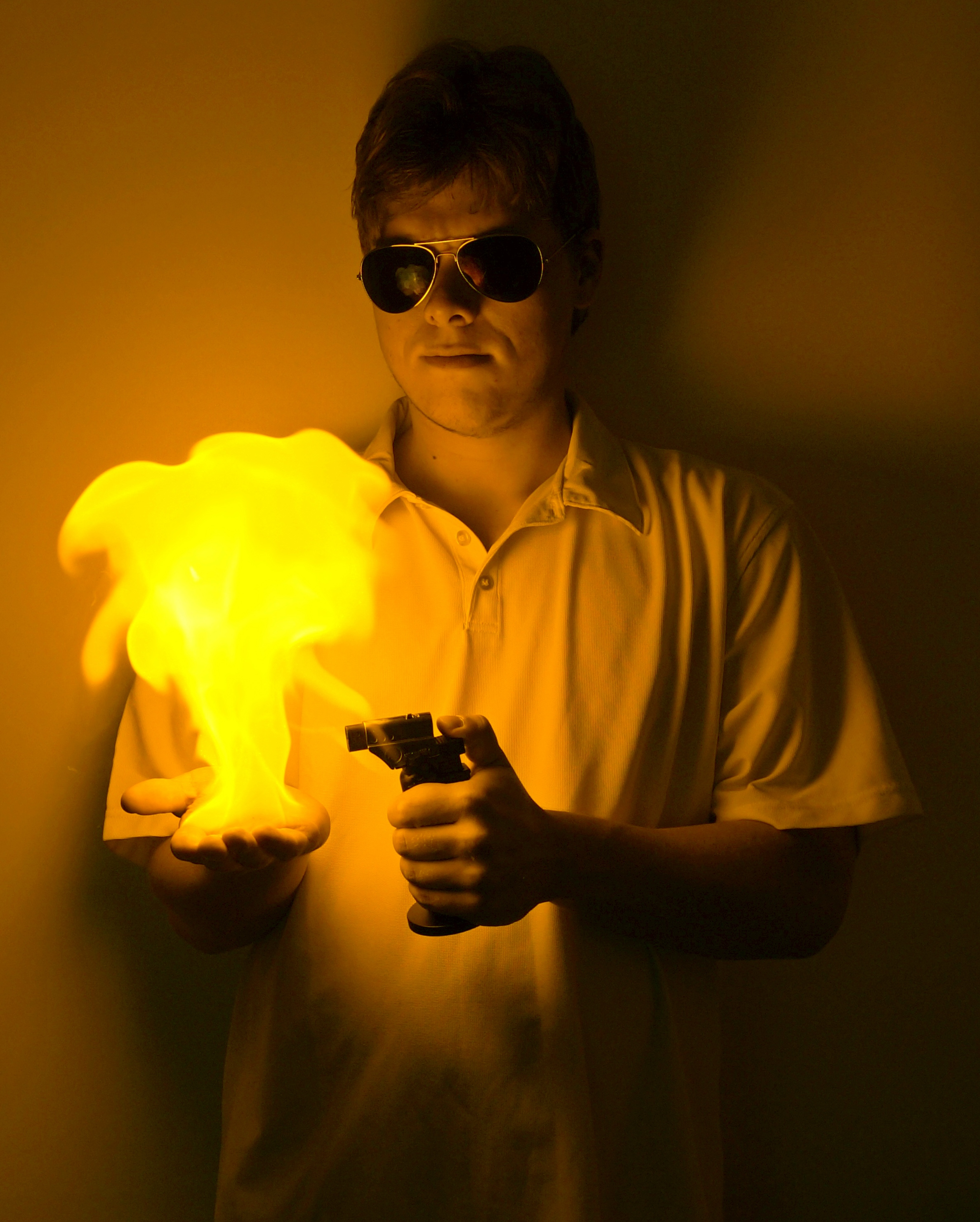
Combustion d'un papier flash

Le papier flash est un papier utilisé par les prestidigitateurs pour créer une combustion rapide et distraire l'attention du spectateur ou pour donner un aspect plus spectaculaire aux apparitions et disparitions. Il s'agit en fait de nitrocellulose. Une fois enflammé, le papier créé un éclair de lumière mais ne dégage aucune chaleur et fumée. À la fin de la combustion, il ne reste aucun résidus (cendres).